# Ясенчакова, Мария
Мари́я Ясенча́кова (словац. Mária Jasenčáková; 21 октября 1957, Попрад) — словацкая саночница, выступала за сборные Чехословакии и Словакии в 1970-х — 1990-х годах. Участница пяти зимних Олимпийских игр, многократная призёрша этапов Кубка мира, участница многих международных турниров и национальных первенств.

## Биография
Мария Ясенчакова родилась 21 октября 1957 года в Попраде. В молодости переехала в город Высоке Татры, где присоединилась к местному спортивному клубу и вскоре освоила профессию саночницы. На международном уровне дебютировала в возрасте семнадцати лет, на юниорском чемпионате Европы в немецком Оберхофе финишировала девятой. В 1977 году заняла девятое место на взрослом европейском первенстве в Кёнигсзе, год спустя показала седьмое время на чемпионате мира в австрийском Имсте, ещё через год была восьмой на первенстве мира в Кёнигсзе и на первенстве Европы в Оберхофе. В сезоне 1979/80 разместилась на пятой строке в общем зачёте Кубка мира и благодаря череде удачных выступлений удостоилась права защищать честь страны на зимних Олимпийских играх в Лейк-Плэсиде, где впоследствии пришла к финишу девятой.
В 1982 году Ясенчакова побывала на чемпионате Европы в немецком Винтерберге, заняла здесь четырнадцатое место женской индивидуальной программы. Позже прошла квалификацию на Олимпиаду 1984 года в Сараево, где смогла добраться до двенадцатой позиции.
На чемпионате мира 1985 года в Оберхофе чехословацкая саночница закрыла десятку сильнейших, тогда как в следующем сезоне на чемпионате Европы в шведском Хаммарстранде была девятой. Затем в её карьере наступил некоторый спад и в течение трёх лет она не поучаствовала ни в одном крупном международном турнире. Возвращение состоялось в 1989 году, когда она финишировала двадцатой на мировом первенстве в Винтерберге. В 1990 году Ясенчакова заняла тринадцатое место на чемпионате Европы в австрийском Игльсе и двадцать первое на чемпионате мира в канадском Калгари. Год спустя была семнадцатой на первенстве мира в Винтерберге, в 1992 году участвовала в первенстве Европы в том же Винтерберге — заняла тринадцатое место в женском одиночном разряде и пятое в смешанной эстафете. Оставаясь лидером сборной Чехословакии, получила путёвку на Олимпийские игры в Альбервиль, где финишировала двадцатой.
После распада Чехословакии в 1993 году Ясенчакова перешла в словацкую сборную. В 1994 году она финишировала девятой на чемпионате Европы в Кёнигсзе и отправилась на Олимпиаду в Лиллехаммер, где показала пятнадцатый результат. На чемпионате мира 1995 года в том же Лиллехаммере заняла шестнадцатое место, в следующем сезоне была тринадцатой на мировом первенстве в немецком Альтенберге. В 1997 году вновь представляла Словакию на первенстве мира, на трассе в Игльсе пришла к финишу пятнадцатой. Последний раз в своей длительной карьере участвовала в крупных соревнованиях в сезоне 1998 года — в тот момент ей было уже больше 40 лет. Она закрыла десятку сильнейших на чемпионате Европы в Оберхофе и выступила на Олимпийских играх в Нагано, где снова была пятнадцатой, как и четыре года назад. После этого пятого в своей биографии олимпийского турнира Мария Ясенчакова приняла решение завершить карьеру профессиональной спортсменки, уступив место в сборной молодым словацким саночницам, таким как Вероника Саболова и Яна Шишайова.